# 823
| [ Edytuj tabelę ]          |                                              |
| Hrabia Aragonii            | - 809 Aznar I 839                            |
| Król Asturii               | - 791 Alfons II 842                          |
| Hrabia Barcelony           | - 820 Rampó 826                              |
| Cesarz Bizancjum           | - 820 Michał II Amoryjczyk 829               |
| Chan Bułgarii              | - 814 Omurtag 831                            |
| Cesarz Chin                | - 821 Tang Muzong 824                        |
| Król Franków wschodnich    | - 814 Ludwik I Pobożny 840                   |
| Cesarz Japonii             | - 809 Saga 823 - 823 Junna 833               |
| Władca Jutlandii           | - 812 Harald Klak 827                        |
| Kalif                      | - 813 Al-Mamun 833                           |
| Król Khmerów               | - 802 Dżajawarman II 850                     |
| Patriarcha Konstantynopola | - 821 Antoni I Kassimates 836                |
| Król Mercji                | - 821 Ceolwulf I 823 - 823 Beornwulf 825     |
| Król Nortumbrii            | - 808 Eanred 840                             |
| Książę Obodrzyców          | - 819 Czedróg 826                            |
| Papież                     | - 817 Paschalis I 824                        |
| Cesarz rzymski             | - 814 Ludwik I Pobożny 840 - 817 Lotar I 855 |
| Doża Wenecji               | - 809 Angelo Partecipazio 827                |
| Książę wielkomorawski      | - 820 Mojmir I 846                           |

Rok 823 / DCCCXXIII
stulecia: VIII wiek ~
IX wiek ~
X wiek

lata: 813 «
818 «
819 «
820 «
821 «
822 «
823
» 824
» 825
» 826
» 827
» 828
» 833

## Wydarzenia
- 5 kwietnia – w Rzymie Lotar I został koronowany przez papieża Paschalisa I na cesarza Franków.
- 30 maja – Cesarz Saga abdykuje z tronu po 10 latach panowania. Jego następcą jest jego brat Junna, jako 53. cesarz Japonii.
- Cesarz Michał II Amoryjczyk pokonuje siły rebeliantów pod wodzą Tomasza Słowianina w Tracji, który wraz ze swymi  zwolennikami szuka schronienia w Arkadiopolis (współczesna Turcja). Po pięciu miesiącach blokady Tomasz poddaje się, po czym skuty łańcuchami i posadzony na osiołku zostaje wydany Michałowi. Błaga o ułaskawienie i pada na twarz przed cesarzem, lecz zostaje stracony[1][2].
- Król Ceolwulf I z Mercji zostaje obalony przez Beornwulfa, który obejmuje tron Mercji. Za swoich rządów odbudowuje opactwo św. Piotra i przewodniczy dwóm synodom w Clofesho.

## Urodzili się
- 13 czerwca – Karol II Łysy, król zachodniofrankijski (zm. 877)[3]
- Ermentruda Orleańska, królowa frankijska, żona Karola II Łysego (zm. 869)
- Muhammad I, emir Kordoby w latach 852-886 (zm. 886)
- Pepin II Akwitański, zwany Młodszym, król Akwitanii z dynastii Karolingów (zm. po 864)

## Zmarli
- Fenzhou Wuye – chiński mistrz chan szkoły hongzhou (ur. 761)